# N83 (België)
De N83 is een gewestweg in de Belgische provincie Luxemburg. Deze weg vormt de verbinding tussen Aarlen en Bouillon.
De totale lengte van de N83 bedraagt ongeveer 59 kilometer.

## Plaatsen langs de N83
- Aarlen
- Stockem
- Fouches
- Sampont
- Villers-Tortrue
- Vance
- Sivry
- Étalle
- Sainte-Marie
- Han
- Tintigny
- Breuvanne
- Frenois
- Jamoigne
- Pinsamont
- Florenville
- Chassepierre
- Sainte-Cécile
- Bouillon

## N83a
De N83a is een aftakking van de N83 bij Vance. De route met een lengte van ongeveer 1,4 kilometer gaat over de Rue de la Semois.

## N83b
De N83b is een aftakking van de N83 tussen Sivry en Étalle. De totale lengte van de N83b bedraagt ongeveer 3 kilometer en verloopt via de Rue Sivry en Lenclos. Behalve de kruising met de N83, heeft de N83b ook een kruising met de N813.